# Can Puig (Canet d'Adri)
Can Puig és una masia de Canet d'Adri (Gironès) protegida com a bé cultural d'interès local.

## Descripció
És una masia de planta rectangular desenvolupada en planta baixa i planta pis sota teulada amb coberta a dues vessants i teula àrab, acabada amb un ràfec de doble filera, a base de rajols plans i teules. Les parets portants són fetes de pedra i morter de ciment que deixen a la vista els carreus que emmarquen les obertures i cantonades. Les dues portes que hi ha a la façana principal estan fetes amb llinda amb una llosa plana i brancals de pedra. Les finestres conserven la llinda, l'ampit i els brancals de pedra. Destacar que a la part posterior d'aquest edifici es conserven dos finestres gòtiques. Adossat a un dels costats d'aquest edifici hi ha un porxo obert amb dos arcs de mig punt.